# Птичар
Птичар (болг. Птичар) — село в Болгарии. Находится в Кырджалийской области, входит в общину Момчилград. Население составляет 318 человек.
Село наиболее известно как родина знаменитого болгарского, а затем турецкого тяжелоатлета Наима Сулейманоглу (Сулейманова), первого в истории трёхкратного олимпийского чемпиона по тяжёлой атлетике, многократного чемпиона мира.

## Политическая ситуация
В местном кметстве Птичар, в состав которого входит Птичар, должность кмета (старосты) исполняет Нуриттин Исмаил Исмаил (Движение за права и свободы (ДПС)) по результатам выборов правления кметства.
Кмет (мэр) общины Момчилград — Ердинч Исмаил Хайрула (Движение за права и свободы (ДПС)) по результатам выборов в правление общины.